# Planet of the Humans
Pour plus de détails, voir Fiche technique et Distribution.
Planet of the Humans est un film documentaire américain réalisé par Jeff Gibbs, sorti en 2020.

## Synopsis
Le documentaire traite des énergies vertes qui sont, selon l'avis du réalisateur, peu respectueuses de l'environnement et ne servent qu'à une opération de greenwashing de la part des financiers et des industriels. Ce film est une illustration des thèses de la collapsologie.

## Fiche technique
- Titre français : Planet of the Humans
- Réalisation et scénario : Jeff Gibbs
- Photographie : Jeff Gibbs et Christopher Henze
- Montage : Jeff Gibbs et Angela Vargos
- Production : Michael Moore
- Pays d'origine : États-Unis
- Format : Couleurs - 35 mm - 1,78:1
- Genre : documentaire
- Durée : 100 minutes
- Date de sortie : 21 avril 2020 (YouTube)

## Sortie
Le film est disponible en accès libre sur YouTube à partir du 21 avril 2020.

### Accueil critique
Pour Michel Revol du Point, selon le réalisateur « il n'y a qu'un vert qui tienne aux États-Unis, c'est celui du dollar. L'écologie, l'éolien, le solaire, la biomasse, tout ça n'a qu'un intérêt : enrichir un peu plus les riches et appauvrir un peu plus la planète. ».
Pour Mathieu Dejean des Inrockuptibles, « Comme l'a montré récemment le journaliste Guillaume Pitron dans La Guerre des métaux rares – La Face cachée de la transition énergétique et numérique (éd. Les Liens qui Libèrent), paradoxalement, la manière dont sont produites les green-tech dont dépendent les énergies renouvelables (ainsi que nos smartphones) est très peu respectueuse de l'écosystème. [...] Seulement voilà, à force d'user du registre moral, l'effet recherché par le film ne marche pas. Simple constat : après 1 h 40, c'est moins la colère que la démoralisation qui nous assaille. ».

### Réponse aux critiques
Jeff Gibbs et Michael Moore ont répondu aux critiques concernant ce documentaire sur le site américain d'information The Hill .